# Metabus debilis
Metabus debilis är en spindelart som först beskrevs av O. Pickard-Cambridge 1889.  Metabus debilis ingår i släktet Metabus och familjen käkspindlar. Inga underarter finns listade i Catalogue of Life.